# Кромањонци
Кромањонци су праисторијски људи (Homo sapiens sapiens) из времена горњег палеолита, који су живели пре 130 хиљада година. Њихови фосили су нађени 1868. године у Француској, близу локалитета Кромањон (по ком су и добили име). Најстарији познати остаци кромањонаца су радиометријски датирани у време од пре 35.000 година. За своје време су били доста напредни, могли су да говоре, бавили су се ловом и риболовом, као и сликањем по зидовима пећина и сахрањивали су чланове своје заједнице. Сем тога израђивали су разне украсне предмете, као и оружја и оруђа.
Кромањонци у Европу долазе са Црног мора пре око 45 хиљада година, а касније и из Азије пратећи коридор који је усекао Дунав, па се тако уз реку шире континентом. Касније се јавља и такозвана Орињачка култура названа по налазишту Орињак и која се простирала широм Европе. Ова напредна култура је израђивала чак и музичке инструменте који су пронађени на налазишту у Немачкој. Најстарија осликана пећина се налази у јужној Француској је пећина Шове коју су људи настањивали пре око 30 хиљада година.

## Нова номенклатура
Још увек је тешко наћи прецизан положај кромањонаца у последњој фази људске еволуције, али су имали културу која је производила разне префињене алате.
Кромањонци се идентификују са Хомо сапиенс сапиенс новијих облика, у временском распону од пре око 35.000-10.000 година пре данашњице. Ознака 'кромањонаћ се може односити само на фосилни налаз из Кромањона, а кромањонци су сви припадници ове фазе очовечења. У новије време се тај назив избегава, посебно на енглеском језичком подручју, а уместо тога се уводи назив анатомски модерни човек или анатомски рецентни човек, јер се радије говори о људима који су генерално имали анатомско устројство као и данашњи људи. У будућем комуницирању из одговарајуће области на нашим језицима упутније је употребљавати назив анатомски нови човек или анатомски рецентни човек, будући да назив модерни овде има неке друге или вишезначне конотације. На тај начин би се избегле одређене нејасноће у вези са ознаком „кромањонац”, који се најчешће односи на све ране нове људе у Европи (за разлику од претходних неандерталаца), а понекад и на одређене људске групе која се могу разликовати од других из горњепалеолитских људи у регији.
Назив „кромањонац” се и даље врло често користи у популарним текстовима, јер чини очиту разлику са неандерталцима, а такође се односи директно на људе, а не на компликовану, најчешће упитну, сукцесију хронолошких фаза које чине горњи палеолит. Ову очигледно практичну вредност су оспорили археолози и палеонтолози подршком идеји да назив кромањонци нема формални таксономски статус, јер се не односи на врсте или подврсте нити археолошку фазу или културе.
Занимљиво је да је у овим расправама заобиђена номенклатура коју су објаснили палеоантрополошки стручњаци (Хеберер, Пивето и Придо) из друге половине 20. века, а који су све припаднике рода Homo сврставали у три категорије:
- арханропи (древни људи):  и
- палеантропи (давни људи):  и
- неантропи (нови људи): Homo sapiens, са подврстама
  -  и
  -  или .

Могуће је да би у терминолошкој забуни и незграпним називима било корисно размотрити нека ранија (примеренија) искуства.

## Опис
Најранији познати остаци кромањонских људи су методом радиоугљеника процењени на старост од око 43.000 година пре данашњице. Кромањонци су били снажно грађени и физички јаки. Тело је обично било масивно и чврсто с јаком мускулатуром. Чело је доста равније од косог као у неандерталаца и са само благим теменским гребеном. Лице је кратко и широко. Брада је била истакнута. Капацитет мозга је био око 1.600 cm3, већи од просека него код данашњих људи. Међутим, недавна истраживања показују да физичке особине кромањонца нису биле довољно самосвојне у односу на данашње људе да би оправдале посебну ознаку.

## Именовање
Име долази од места Пећина Кромањон (франц. ''abri = рупа, пећина), а Magnon је назнака власника поседа у засеоку Лес Ези у комуни Лес Ези де Тајак Сирол, на југоистоку данашње Француске, где је пронађен први примерак означен као Кромањон 1.
Будући да су најстарији познати анатомски данашњи људи (Homo sapiens sapiens) у Европи, кромањонци се од самог почетка вежу са познатим сликама из пећине Ласко и Орињачком културом, чији су остаци добро познати из јужне Француске и Немчке. Након тога, остаци раног данашњег човека су откривени и у археолошким налазиштима западне Европе и другде. Побољшавањем радиометријских метода одређивања старости примерака почетком 20. века, новим налази су додати у таксономску класификацију хоминида.

## Особености примерака
Француски геолог Луј Ларте је открио првих пет костура овог типа, марта 1868, у пећини – склоништу под називом Abri de Cro-Magnon. Слични примерци су накнадно откривени у другим деловима Европе и суседних подручја.

### ПећинаГрота дел Кавало
У новембру 2011. године, у јединици Оксфордског радиокарбонског акцелератора у Енглеској тестирани су узорци за које је претходно било процењено да су млечни зуби неандерталца, који су били ископани 1964. из локалитета Грота дел Кавало (Коњска пећина) у Италији. Идентификовани су као најстарији кромањонски људи (или EMH) који су икада откривени у Европи, а чија старост је процењена између 43.000 до 45.000 година.

### Кентска пећина
Праисторијски фрагмент максиле (горњевиличне кости) је откривена у кентској пећини, 1927, у току ископавања у изведби Торкијског друштва природне историје. Налаз је означен као Кентска поћина 4.
У 2011. години фосил је поново тестиран и старост му је поново процењена на најмање 41.500 година, што је потврдило да је кромањонац најранији анатомски модерни човек. Фосили овог степена хоминизације откривени су још и у Северозападној Европи.

### Пећина са костима
Најстарији кромањонац је из Југоисточне Европе, који је нађен у Пећини са костима (пећина костију), у близини Гвоздене капије у Румунији. Локалитет се налази у Подунавском коридору, што је за кромањонце могао бити улаз у средњу Европу. Изгледа да је у пећини, уз људске остатке можда била жртва или леш. Али, алати су поуздано повезани са налазима.
Оаза 1 холотип је робусна мандибула у којој су комбиноване разне архаичне особине, изведене почетком појаве анатомски модерних људи, а можда и са особинама неандерталаца. Модернији атрибути га приближавају европском раном модерном човеку касног плеистоцена. Овај фосил је један од ретких налаза у Европи чија старост би се могла директно одредити на најмање 37.800 година. 
Оазе 1 људска мандибула је откривена 16. фебруара 2002, са готово комплетном лобањом младог мушкарца (Оаза 2) и фрагментима друге (Оаза 3) које су пронађене 2005, опет уз препознатљиви мозаик, од којих су неки паралелни са Оазом 1 мандибулом. Касније, током 2005. године, фрагменти Оасе 3 су идентификовани као део исте јединке као и Оаза 2.

### Црвена дама из Павиланда
Комплетан костур анатомски данашњег мушкарца, откривен је 1823. у пећини сахране Говер, Јужни Велс, Велика Британија. То је био први људски фосил који је пронађен било где у свету. Са старошћу од пре око 33.000 година, још увек је евидентиран као најстарији церемонијални укоп код савременог човека, икада откривен било где у Западној Европи. Придружени налази су били црвеног окер помазања, а мамутска лобања и лични украси указују на обележја шаманизма или друге религијске праксе. Уз скелет су били и бројни алати, као тешке робе. Генетска анализа мтДНК одредила је је хаплогрупу Х (мтДНК), која је данас најчешћа група у Европи.

### Пећина Мујерилор
У пећини Мујерилор (Женска пећина) пронађена је једна прилично комплетна, лобања жене с робусним особинама лица и другим модернијим лобањским својствима. Пронађена је у нижој галерији ове пећине у Румунији. Уз њу су биле и бројне кости пећинског медвједа. Радиоугљичним методом старост овог налаза је процењена на доба од пре око 30.150 ± 800 година, што га чини једним од најстаријих налаза кромањонаца.

### Налазиште Кромањон
Први Кромањонски налаз откривен је у стеновитом уточишту Лес Ези, Дордоња, Француска. Тај примерак је евидентиран као Кромањон 1, а методом радиоугљеника старост му је процењена на око 28.000 14 година (27,680 ± 270. п. н. е.). У односу на Неандерталце, костури су показали више чело, усправно држање и витки (грацилне ) костур као и код модерних људи. Други узорци са истог налазишта су женски: Кромањон 2 и остатак мушкарца: Кромањон 3.
Стање и пласман остатака Кромањон 1, уз комаде љуских и животињских зуба, који се чине да су привесци или огрлице. Зато се поставља питање да ли су наменски сахрањени. Ако су кромањонци свесно сахрањивали своје мртве, то наводи на закључак да су имали сазнања о ритуалима, закопавањем својих мртвих с огрлицама и алатом или да се ту тела налазе због болести.
Патолошка анализа костура показује да су људи тог периода имали физички тежак живот. Осим инфекција, код неколико индивидуа је нађено спајање кичмених пршљенова, што указује на трауматске повреде. За пунолетну јединку чији су остаци пронађени у склоништу, види се да је проживила неко вријеме са фрактуром лобање. Како су овакве повреде опасне по живот чак и данас, ово говори да су се кромањонци ослањали на подршку заједнице и бринули једни о другима приликом озледа или других облика немоћи.
- Унесково светско наслеђе: Abbre Cro-Magnon је део Унескове светске баштине „Праисторијског налазишта и уређене пећине долине Везера”.

## Порекло кромањонаца

### Сеобе данашњих људи у Европи
Мапе су израђене на бази симулација
- До 37.500 п. н. е.
- До 35.000 п. н. е.
- До 32.500 п. н. е.
- До 30.000 п. н. е.

Верује се да су се анатомски модерни људи (енг. Anatomically Modern Humans: AMH) најпре појавили у Источној Африци, пре неких 100.000 до 200.000 година. Према овој теорији, један од релативно недавних ванафричких егзодуса, преко Арапског полуострва, пре око 60.000 година одвео је модерне људе у Евроазију. Једна група је брзо запосела обалска подручја око Индијског океана, а друга група је након пристизања на Блиски исток наставила се сеобом ка северу, према степама средње Азије. Анализа секвенце митохндријске ДНК, два кромањонца из пећине Паглицци, Италија, стара 23.000 до 24.000 година, идентификовани као припадници хаплогрупе N (мтДНК), типски су преци становништва у Средњој Азији. У унутрашњости ова група је оснивач северних и источних Азијата, Европљана, великих делова блискоисточних и северноафричких популација. Миграције са простора Црног мора у Европу почеле су пре неких 45.000 година, вероватно уз подунавски коридор. До пре 20.000 година, модерни људи су дошли до западних обала овог континента.